# 学制
学制（がくせい、明治5年8月2日太政官第214号）は、日本最初の近代学校教育制度に関する法令である。
1872年9月4日（明治5年8月2日）に太政官より発された教育法令である。109章からなり、「大中小学区ノ事」「学校ノ事」「教員ノ事」「生徒及試業ノ事」「海外留学生規則ノ事」「学費ノ事」の6項目を規定した。全国を学区に分け、それぞれに大学校・中学校・小学校を設置することを計画し、身分・性別に区別なく国民皆学を目指した。教育令（明治12年太政官布告第40号）の公布により、1879年（明治12年）9月29日に廃止された。

## 学区
「学制」はフランスの学制にならって学区制をとっている。第3章で全国を8の大学区に分け8大学校の、1大学区を32中学区にわけ256中学校の、1中学区を210小学区にわけ53760小学校を置くことを定めた。翌年に改正され、大学区は7大学区に改められて実施された（太字は大学本部が置かれた府県）。

### 当初の学区割り
| 大区     | 府県 |
| -------- | --- |
| 第一大区 | 東京府、神奈川県、埼玉県、入間県、木更津県、足柄県、印旛県、新治県、茨城県、群馬県、栃木県、宇都宮県、山梨県、静岡県 |
| 第二大区 | 愛知県、額田県、浜松県、犬山県、岐阜県、三重県、度会県                                                               |
| 第三大区 | 石川県、七尾県、新川県、足羽県、敦賀県、筑摩県                                                                       |
| 第四大区 | 大阪府、京都府、兵庫県、奈良県、堺県、和歌山県、飾磨県、豊岡県、高知県、名東県、香川県、岡山県、滋賀県               |
| 第五大区 | 広島県、鳥取県、島根県、北条県、小田県、石鉄県、神山県、山口県、浜田県                                               |
| 第六大区 | 長崎県、佐賀県、八代県、白川県、美々津県、都城県、小倉県、大分県、福岡県、三潴県、鹿児島県                           |
| 第七大区 | 新潟県、柏崎県、置賜県、酒田県、若松県、長野県、相川県                                                               |
| 第八大区 | 青森県、福島県、磐前県、水沢県、岩手県、秋田県、山形県、宮城県                                                       |

### 改定後の学区割り
翌年(1873年）４月、大学区が改定され七大学区とし中学区は239区、小学区は42451区に改められた。これに伴い石川県の大学本部は廃止され第三大学区と第四大学区が統合し以下学区の番号が繰り上がり、青森県の大学本部が宮城県に移された。1年間で公立私立あわせて12558校の小学校が設立された。
| 大区     | 府県                                                                                           |
| -------- | ---------------------------------------------------------------------------------------------- |
| 第一大区 | 東京府、神奈川県、埼玉県、熊谷県、千葉県、足柄県、新治県、茨城県、栃木県、宇都宮県、山梨県     |
| 第二大区 | 愛知県、静岡県、浜松県、岐阜県、三重県、筑摩県、石川県、敦賀県                                 |
| 第三大区 | 大阪府、京都府、兵庫県、奈良県、堺県、和歌山県、飾磨県、豊岡県、高知県、名東県、岡山県、滋賀県 |
| 第四大区 | 広島県、鳥取県、島根県、北条県、小田県、山口県、浜田県、愛媛県                                 |
| 第五大区 | 長崎県、佐賀県、白川県、宮崎県、小倉県、大分県、福岡県、三潴県、鹿児島県                       |
| 第六大区 | 新潟県、相川県、新川県、置賜県、酒田県、若松県、長野県                                         |
| 第七大区 | 宮城県、福島県、磐前県、水沢県、岩手県、秋田県、山形県、青森県                                 |

## 学校種
第20章からは小学校について定めており尋常小学、女児小学、村落小学、貧人小学（仁恵学校）、小学私塾、幼稚小学、廃人学校について規定している。尋常小学校は下等4年、上等4年に分けられた。ただし、幼稚小学は実現に至らなかった。
中学校は第29章から定められており、やはり上下2等（各3年）に分けられている。また中学に相当するものとして変則中学、家塾、中学私塾が定められている。
第33章からは夜間の職業学校として諸民学校を定めている。諸民学校には農業学校、通弁学校、商業学校、工業学校が定められた。
大学は「高尚の諸学を教る専門科の学校」で理学、文学、法学、医学を置くことが定められた。
だが国民の負担が重いなど実情に合わず、教育令の施行によって廃止された。
以下は詳しい学制の仕組み（進路）である。各学校に付き、在学年齢を明記するという年齢主義の形で定められていたことが特徴である。ただし実際にはこれを大幅に外れた年齢の生徒も就学した。なお学制の次の教育令期には年齢規定はなくなっている。

### 初等教育機関
|   | 学校種                                             | 修業年限 | 修業年齢 | 進路先    |
| - | -------------------------------------------------- | -------- | -------- | --------- |
| 1 | 小学校下等科                                       | 4年制    | 6〜10歳  | 中等教育1 |
| 2 | 女児小学、村落小学、貧人小学（仁恵学校）、小学私塾 | 4年制    | 7〜11歳  | なし      |

### 中等教育機関
|   | 学校種                           | 修業年限 | 修業年齢                  | 進路先                    |
| - | -------------------------------- | -------- | ------------------------- | ------------------------- |
| 1 | 小学校上等科                     | 4年制    | 10〜14歳                  | 中等教育2, 3, 4/高等教育6 |
| 2 | 中等学校下等科                   | 3年制    | 14〜17歳                  | 高等教育3, 6/修了次第入学 |
| 3 | 外国語学校下等科                 | 2年制    | 14〜16歳                  | 高等教育2, 7, 9, 11       |
| 4 | 外国語教師ニテ教授スル中学校予科 | 1年制    | 14〜15歳                  | 高等教育4                 |
| 5 | 諸民学校                         | 年限不定 | 男子：18歳〜 女子：15歳〜 | なし                      |

### 高等教育機関
|    | 学校種                       | 学校種                       | 修業年限 | 修業年齢   | 進路先     |
| -- | ---------------------------- | ---------------------------- | -------- | ---------- | ---------- |
| 1  | 師範学校                     | 師範学校                     | 2年制    | 20〜22歳   | なし       |
| 2  | 外国語学校上等科             | 外国語学校上等科             | 2年制    | 16〜18歳   | なし       |
| 3  | 中等学校上等科               | 中等学校上等科               | 3年制    | 17〜20歳   | 最高学府1  |
| 4  | 外国語教師ニテ教授スル中学校 | 下等科                       | 3年制    | 15〜18歳   | 高等教育5  |
| 5  | 外国語教師ニテ教授スル中学校 | 上等科                       | 3年制    | 18〜21歳   | 最高学府1  |
| 6  | 外国語教師ニテ教授スル医学校 | 外国語教師ニテ教授スル医学校 | 5年制    | 14〜19歳   | なし       |
| 7  | 諸芸/理/医学校               | 予科                         | 3年制    | 16〜19歳   | 高等教育8  |
| 8  | 諸芸/理/医学校               | 本科                         | 4年制    | 19〜23歳   | なし       |
| 9  | 工業/法/鉱山学校             | 予科                         | 3年制    | 16〜19歳   | 高等教育10 |
| 10 | 工業/法/鉱山学校             | 本科                         | 3年制    | 19〜22歳   | なし       |
| 11 | 獣医/商業/農業学校           | 予科                         | 3年制    | 16〜19歳   | 高等教育12 |
| 12 | 獣医/商業/農業学校           | 本科                         | 2年制    | 19〜21歳   | なし       |
| 13 | 商業/農業/工業/通弁学校      | 商業/農業/工業/通弁学校      | 年限不定 | （16歳〜） | なし       |

### 最高学府
|   | 学校種 | 修業年限 | 修業年齢   |
| - | ------ | -------- | ---------- |
| 1 | 大学校 | 年限不定 | 20、21歳〜 |